# راهولا
راهولا (انگلیسی: Rāhula; c. 534 BCE – ۱ ژانویهٔ ۰۵۰۰) بهکشو اهل هند بود. همچنین وی فرزند بودا بود.